# KI/KI
Kiki Wesselo, mieux connue sous le nom de scène KI/KI, est une productrice et DJ néerlandaise.

## Biographie
Kiki Wesselo naît le 30 août 1996 à Harderwijk. Elle grandit à Epe et déménage à Amsterdam à l'âge de 16 ans pour étudier. Avec un ami, elle commence à jouer du disco dans un pub sur Leidseplein. Wesselo devient attirée par la trance des années 1990. Au PIP La Haye en 2018, elle effectue un mixset de trance. Peu après, des touristes d'Amsterdam lui demandent de jouer lors d'une rave party spéciale des années 1990. Elle devient ensuite la DJ attitrée de Spielraum et fait ainsi sa percée en tant que DJ techno.
En 2019, KI/KI se produit pour la première fois à Lowlands. Depuis, elle est invitée à tourner dans les plus grandes boîtes de nuit, telles que Berghain à Berlin, Kompass Klub à Gand, Bassiani à Tbilissi et Fabric à Londres, et dans les plus grands festivals, tels que Amsterdam Dance Event, Festival Fusion et Glastonbury Festival. Elle voyage dans le monde entier. En 2022, KI/KI clôture le samedi de Lowlands à Bravo. À Amsterdam Dance Event 2023, elle obtient sa propre soirée, où elle tourne avec Armin van Buuren.
En 2022, KI/KI lance son propre label, Slash, où l'album slash001 d'Alpha Tracks sort la même année.

## Discographie

### Albums studio
- 2023 : Leave It to the Vibe
- 2024 : 5 Mins of Acid

### Singles
- 2023 : Leave It to the Vibe
- 2023 : To the Vibe (Rework)
- 2023 : Leave It to the Drums
- 2024 : 5 Mins of Acid

### Remixes
- Alpha Tracks - To Nights
- Artemis - Emerald
- Sevdaliza - Nothing Lasts Forever